# Église Saint-Pardoux de La Tour-d'Auvergne
Pour les articles homonymes, voir Église Saint-Pardoux.
L'église Saint-Pardoux est une église catholique située à La Tour-d'Auvergne, en France.

## Localisation
L'église Saint-Pardoux est située dans le département français du Puy-de-Dôme, sur la commune de La Tour-d'Auvergne, dans le village de Saint-Pardoux, un kilomètre au nord-ouest de celui de La Tour-d'Auvergne.

## Historique
Ancienne église paroissiale initialement dédiée à sainte Anne, l'église est bâtie au XIe ou XIIe siècle. L'édifice subit ensuite plusieurs modifications entre le XIIIe et le XVIIe siècle. L'église est dédiée à saint Pardoux.
Elle est classée au titre des monuments historiques le 28 mai 1918.

## Mobilier
Plusieurs objets de l'église sont classés au titre des monuments historiques : une statue polychrome du XVIIe ou XVIIIe siècle représentant saint Roch, le maître-autel du XVIIe siècle, deux bénitiers des XVe et XVIe siècles,, ainsi que les vantaux du portail sud datant du XIIIe siècle.

## Galerie de photos

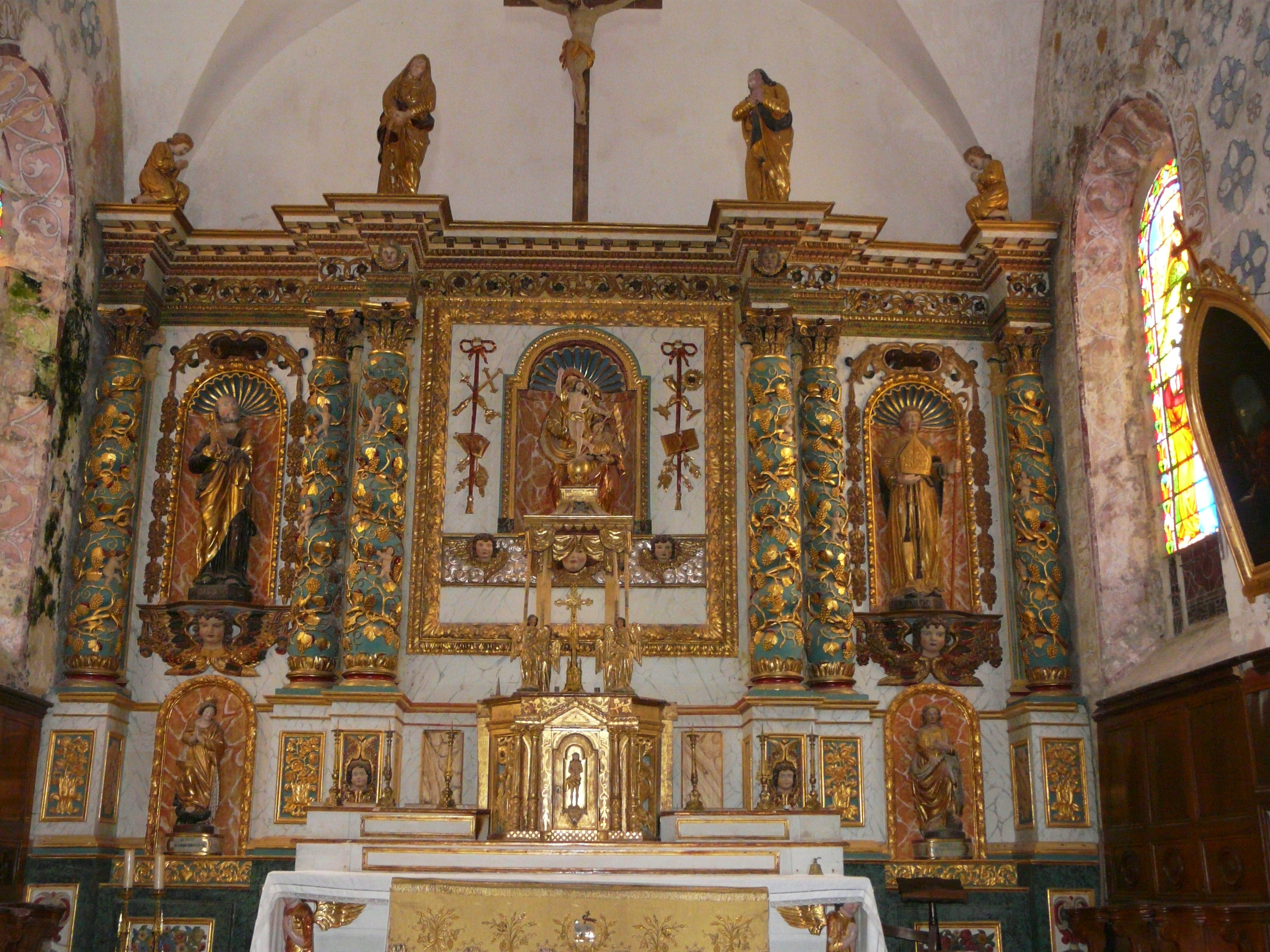
Le retable du maître-autel.
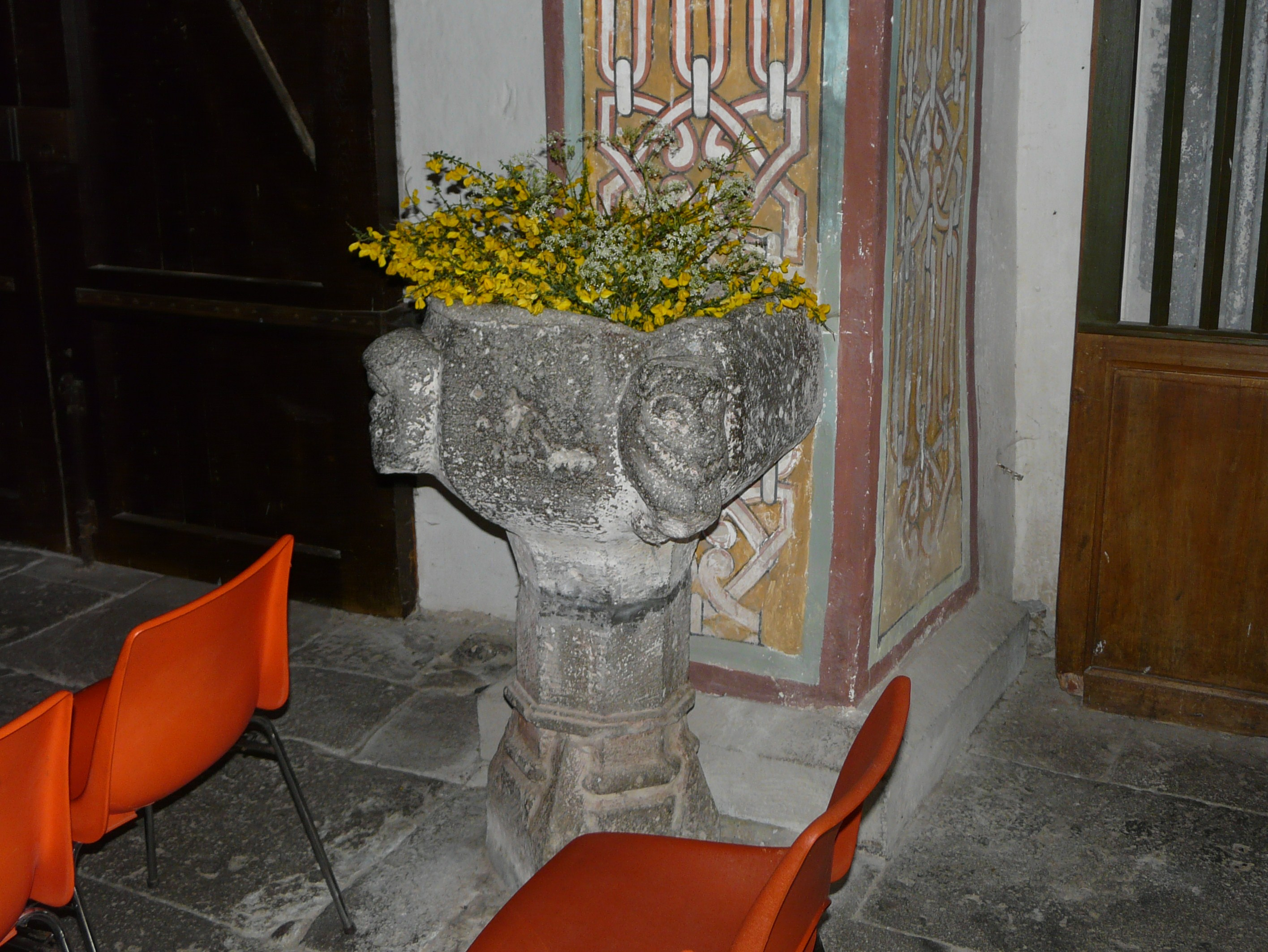
Le bénitier du XVe siècle.
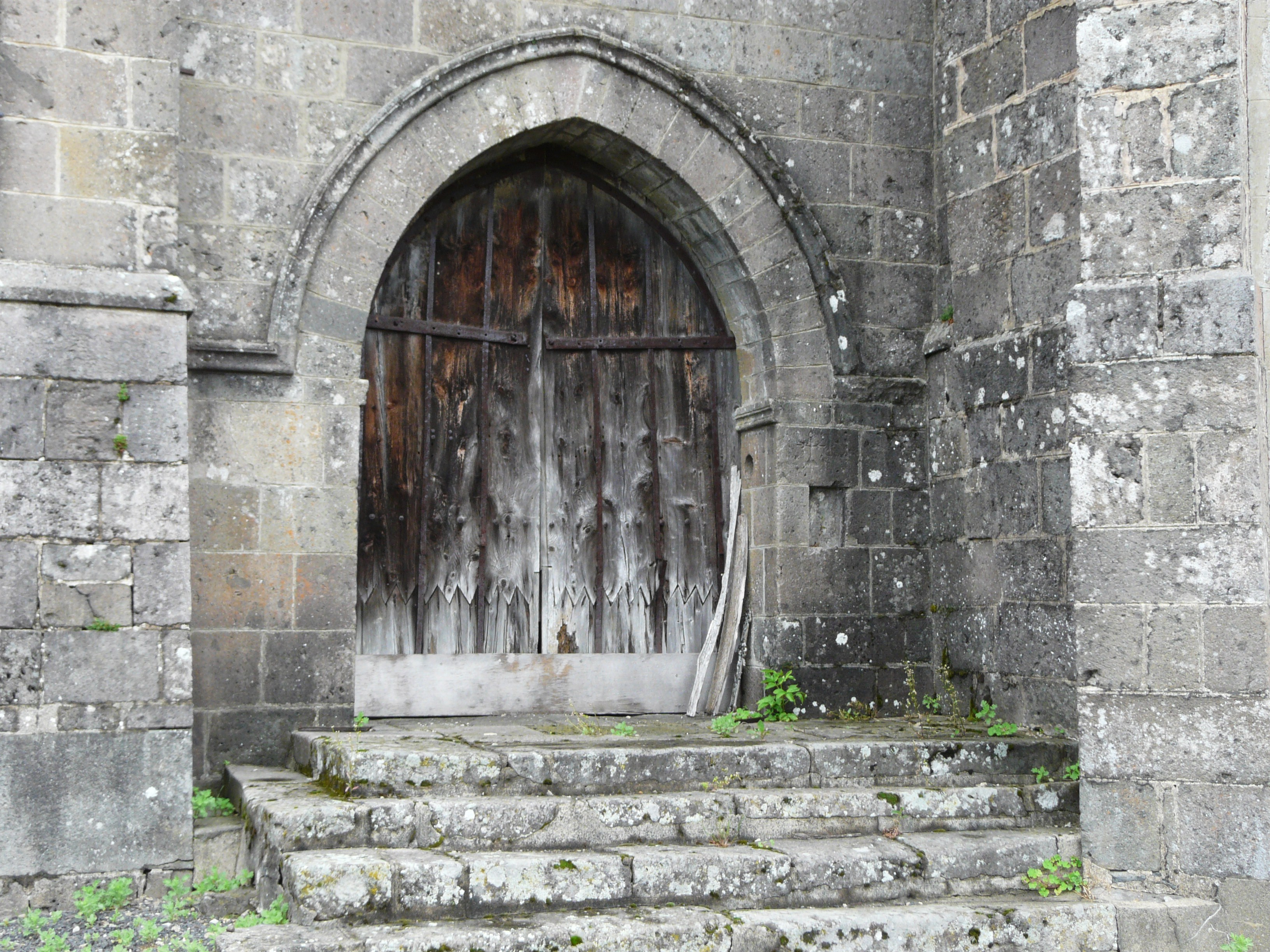
Le portail sud.
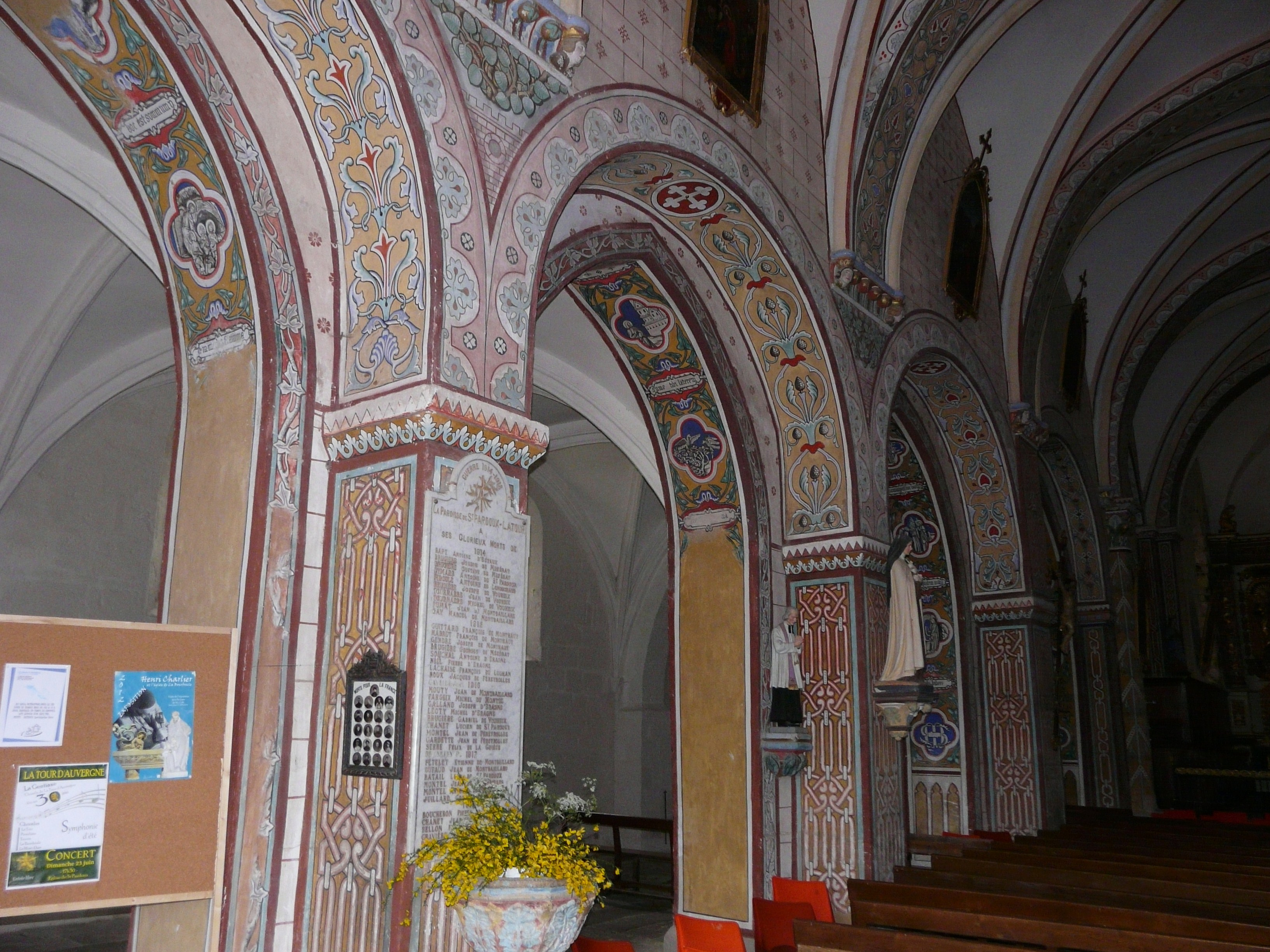
Peintures murales de la nef.